# Meteorus delusor
Meteorus delusor är en stekelart som beskrevs av De Saeger 1946. Meteorus delusor ingår i släktet Meteorus och familjen bracksteklar. Inga underarter finns listade i Catalogue of Life.